# Sacca Fisola

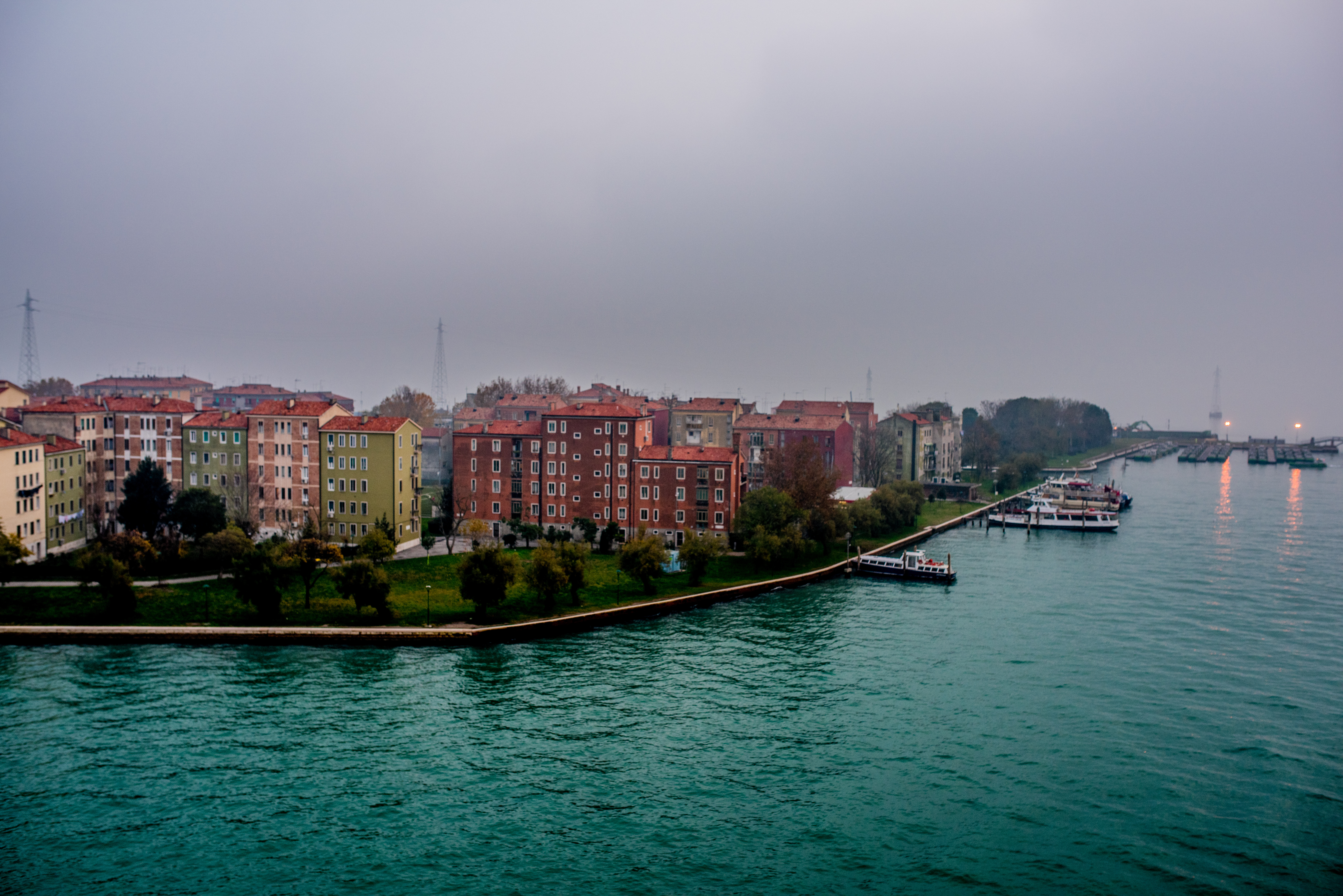
Sacca Fisola in Venetië, Italië

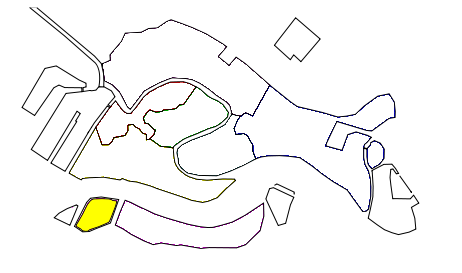
Situering in geel binnen Venetië

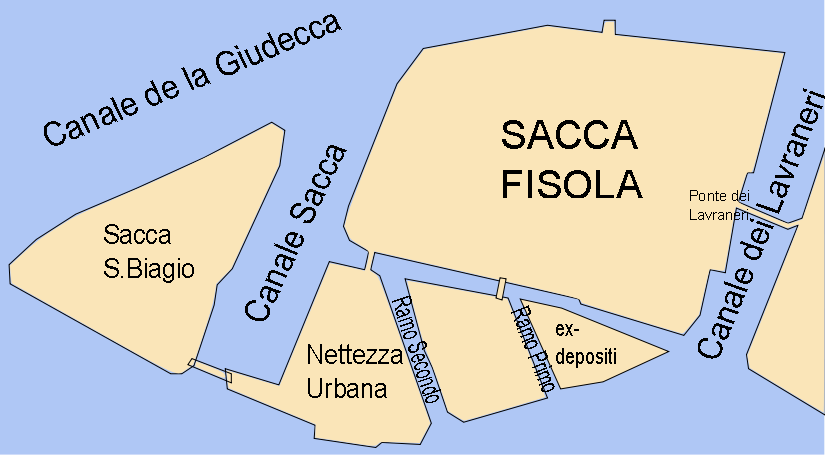
Omgeving van Sacca Fisola

De Sacca Fisola is een Sacca-eiland of kunstmatig eiland ten westen van het eiland Giudecca. Beide Sacca Fisola en Giudecca liggen in de Lagune van Venetië, Noord-Italië. Bestuurlijk behoren zij tot de wijk Dorsoduro, de meest zuidelijke wijk van de stad Venetië. 

## Omgeving
De Sacca Fisola is van Giudecca gescheiden door het Canale dei Lavraneri en verbonden door de gelijknamige brug, de Ponte dei Lavraneri. 
Ten westen van Sacca Fisola ligt een andere sacca, de Sacca San Biagio. De scheiding is het Canale Sacca. Op de Sacca San Biagio, dat verder onbewoond is, staat een verbrandingsoven voor afval uit de stad. 
Ten zuiden van Sacca Fisola liggen drie kleine eilandjes waarvan een uitsluitend voor afvalstort dient.

## Arbeiderswijk
De bebouwing in Sacca Fisola dateert van de jaren 1958-1968. In 2016 woonden er circa 1.500 inwoners in Sacca Fisola en 4.500 inwoners in Giudecca. Er staan geen historische gebouwen in Sacca Fisola; bovendien heeft het stadsbestuur geen interesse om het eiland toeristisch te exploiteren – het ligt nochtans tegenover Dorsoduro en San Marco, twee toeristische trekpleisters in Venetië -. Sacca Fisola is gekend als een arbeiderswijk: dagelijks nemen de inwoners de vaporetto naar het centrum of naar Marghera, een industriewijk van Venetië. Urbanistisch zijn de arcades beschreven. Het gaat om overdekte winkelgalerijen op de gelijkvloerse verdieping van de woonblokken.